# Stanisław Jarmoliński
Stanisław Walerian Jarmoliński (ur. 11 lipca 1944 w Ropczycach) – polski polityk, lekarz, poseł na Sejm IV kadencji.

## Życiorys
Ukończył w 1968 studia na Wydziale Lekarskim Akademii Medycznej w Krakowie. Posiada specjalizację drugiego stopnia z zakresu położnictwa i ginekologii. Od 1968 do rozwiązania należał do Polskiej Zjednoczonej Partii Robotniczej. Pełnił m.in. funkcję I sekretarza Podstawowej Organizacji Partyjnej w szpitalu w Nowym Targu. Od czasu skończenia studiów pracuje w placówkach medycznych, był m.in. dyrektorem Zespołu Opieki Zdrowotnej w Nowym Targu. W latach 80. zasiadał w Wojewódzkiej Radzie Narodowej.
Sprawował mandat posła IV kadencji z ramienia Sojuszu Lewicy Demokratycznej, wybranego w okręgu nowosądeckim. W marcu 2003 został usunięty z klubu parlamentarnego SLD po aferze z głosowaniem na „cztery ręce”. Wraz z drugim posłem SLD mieli zagłosować za innych parlamentarzystów, korzystając z ich kart identyfikacyjnych. W czerwcu 2004, w związku z tą sprawą, prokurator Prokuratury Okręgowej w Warszawie przedstawił mu zarzuty poświadczenia nieprawdy. Postępowanie w tej sprawie zostało w styczniu 2010 warunkowo umorzone przez Sąd Rejonowy w Warszawie.
Pomimo wykluczenia z klubu, pozostał jednocześnie członkiem SLD. W grudniu 2003 wystąpił z partii. W 2005 wycofał się z bieżącej polityki i nie ubiegał się o reelekcję. W 2014 z listy komitetu SLD Lewica Razem bez powodzenia kandydował do sejmiku małopolskiego.